# Simone Klier
Simone Klier (née avant 1989 à Berlin) est une monteuse allemande.
Simone Klier a travaillé comme assistante de montage après un stage dans une entreprise de photocopie. Depuis 1989, elle est monteuse indépendante et travaille principalement sur des productions télévisées. Son travail comprend plus de 30 productions.

## Filmographie (sélection)
- 1996 : Killer Kondom
- 1999 : Die Bademeister – Weiber, saufen, Leben retten
- 1999-2013 : Berlin – Ecke Bundesplatz (série documentaire en 19 épisodes)
- 2001-2003 : Wolff, police criminelle (série télévisée en dix épisodes)
- 2004-2006 : Les Bonheurs de Sophie (série télévisée en 18 épisodes)
- 2010 : Une équipe de choc (épisode Dschungelkampf)
- 2011 : Une équipe de choc (épisode Blutsschwestern)
- 2011 : Stankowskis Millionen
- 2012 : Polizeiruf 110: Bullenklatschen
- 2012 : Schlaflos in Schwabing
- 2013 : Global Player - Toujours en avant
- 2013 : Une équipe de choc (épisode Prager Frühling)
- 2014 : Winnetous Weiber
- 2015 : Une équipe de choc (épisode Stirb einsam!)
- 2017 : Une équipe de choc (épisode Familienbande)